# Клебанов, Анатолий Николаевич
Анатолий Николаевич Клебанов (8 октября 1952, Жодино, Минская область — 5 декабря 2011, Москва) — советский ватерполист.

## Карьера
Воспитанник минского водного поло. Играл на позиции вратаря. В 1967 году был приглашён в юниорскую сборную БССР и в минский СКИФ (ныне — РЦОП-БГУФК). Через год дебютировал в чемпионате СССР. Через три года был призван в ЦСКА-ВМФ. Победитель Кубка Чемпионов и Суперкубка Европы в составе ЦСК ВМФ.
Чемпион СССР (1975, 1976, 1977, 1978, 1980, 1983, 1984), серебряный (1972, 1973, 1974) и бронзовый (1979, 1981, 1982) призёр чемпионата СССР.
Чемпион мира 1975 года.
Участвовал в Олимпиаде-1976.
Полковник. Награждён медалью Министерства обороны России «Адмирал Горшков» (2007).
Умер в Москве в 2011 году. Похоронен на Перепечинском кладбище Солнечногорского района.

## Образование
Окончил Белорусский институт физической культуры (1974).